# Ordre de Rio Branco
L’ordre de Rio Branco (en portugais : Ordem de Rio Branco) est un ordre honorifique brésilien.
Il s’agit d'une décoration honorifique généralement décerné pour les ministres des Affaires étrangères brésiliens, des ambassadeurs, et toutes personnes ayant contribué à l'amélioration des relations internationales du Brésil.

## Grades
L’ordre compte six grades. Par ordre décroissant d'importance :
- Grand croix
- Grand officier
- Commandeur
- Officier
- Chevalier
- Membre

| Rubans | Rubans    | Rubans   | Rubans     | Rubans         | Rubans      |
| ------ | --------- | -------- | ---------- | -------------- | ----------- |
| Membre | Chevalier | Officier | Commandeur | Grand officier | Grand croix |